# バンダレ・アッバース国際空港
バンダレ・アッバース国際空港（バンダレ・アッバースこくさいくうこう、ペルシア語: فرودگاه بین‌المللی یندر عباس; Forūdgāh-e Beinol-melalī-ye Bandar-e ʿAbbās）はイラン南部ホルモズガーン州の州都バンダレ・アッバースにある国際空港。

## 就航航空会社・路線
| 航空会社                 | 就航地                                                 |
| ------------------------ | ------------------------------------------------------ |
| イラン航空               | エスファハーン、シーラーズ、テヘラン（メヘラーバード） |
| イラン・アーセマーン航空 | ドバイ                                                 |
| イラン・エアツアーズ     | テヘラン（メヘラーバード）、マシュハド                 |
| エラム航空               | キーシュ島、テヘラン（メヘラーバード）                 |
| マーハーン航空           | ドバイ、テヘラン（メヘラーバード）                     |